# HD42605
HD42605 — хімічно пекулярна зоря спектрального класу
A3 й має видиму зоряну величину в смузі V приблизно  9,0.

## Пекулярний хімічний вміст
Зоряна атмосфера HD42605 має підвищений вміст 
Cr
.